# Erzengel-Michael-Kirche (Smíchov)

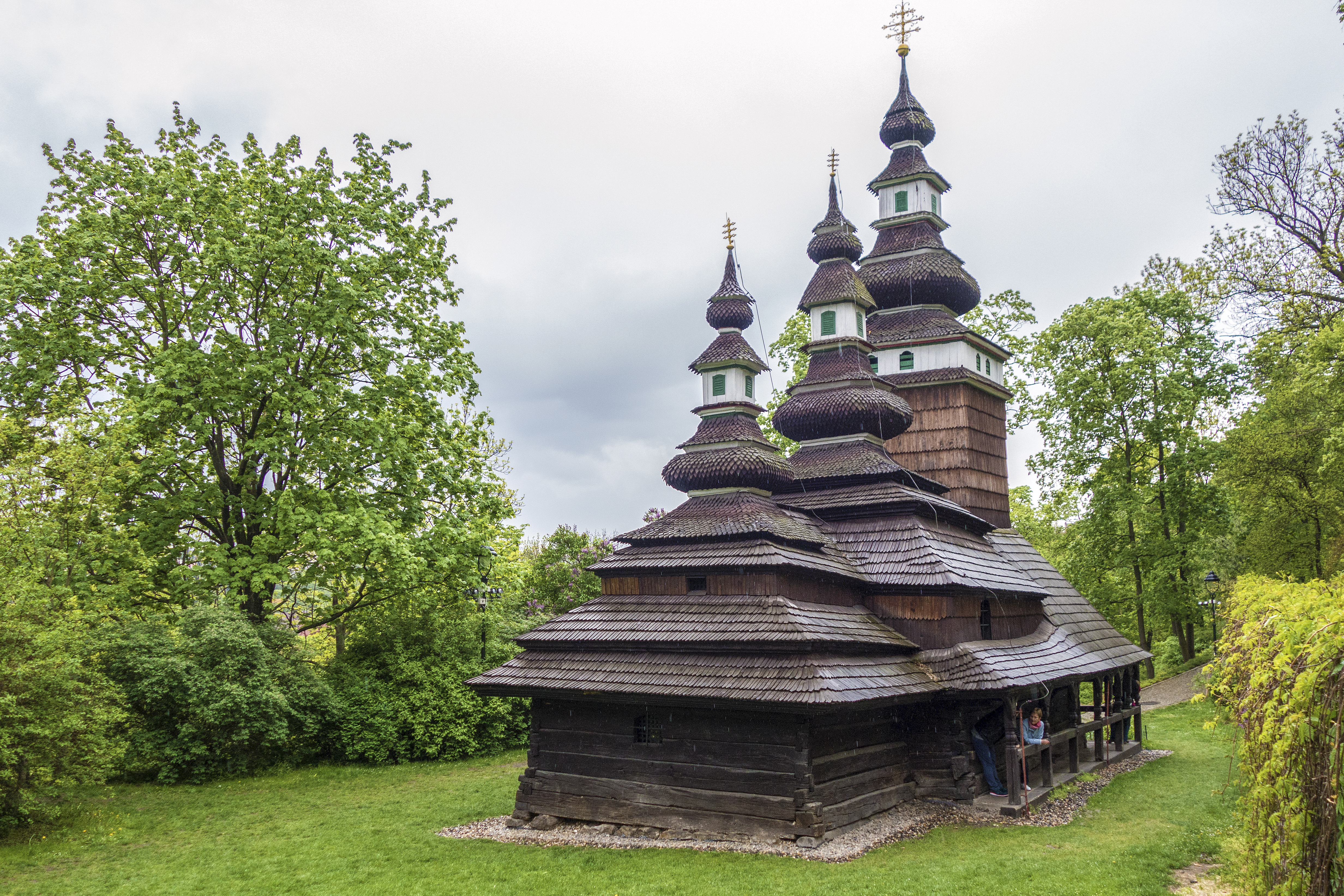
St. Michaelskirche in Smíchov bis 2020

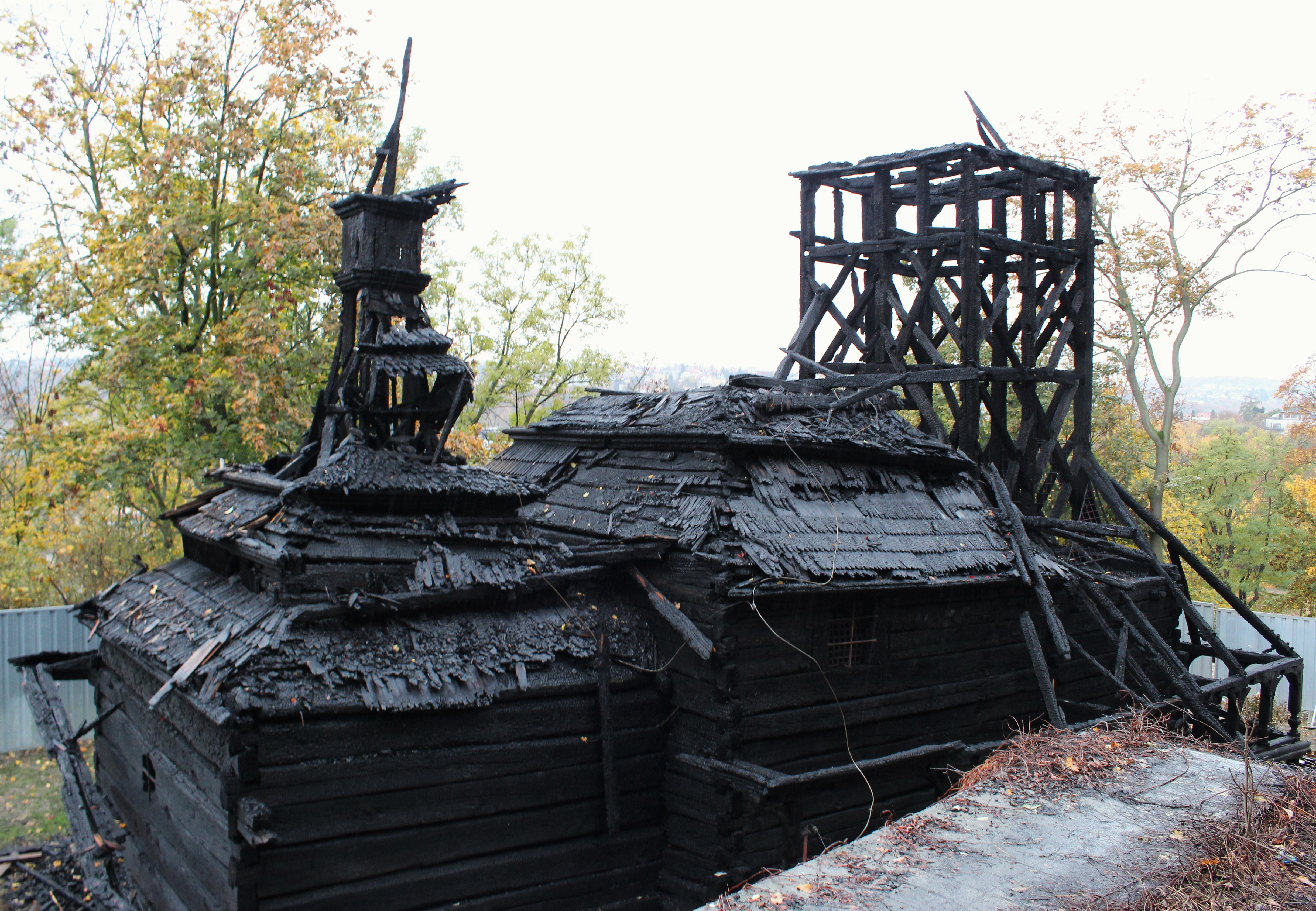
Die Kirche nach dem Brand Ende 2020

Die Kirche des heiligen Erzengels Michael (tschechisch Chrám svatého archanděla Michaela) ist eine orthodoxe Holzkirche in Prag-Smíchov. Sie wurde im 17. Jahrhundert im Karpatenvorland erbaut und 1929 nach Prag versetzt. 2020 brannte sie fast vollständig aus.

## Geschichte
Im 17. Jahrhundert wurde die Kirche in Welyki Lutschky bei Mukatschewo im Karpatenvorland (damals in Oberungarn) für eine Ukrainische griechisch-katholische Gemeinde errichtet.
1793 wurde sie in das nahegelegene Medwediwzi versetzt. 1929 erfolgte ein Transport nach Prag. Dort wurde die Kirche auf dem Petřín-Hügel in Smíchov als Teil der Ethnographischen Sammlung des Prager Nationalmuseums originalgetreu wieder aufgebaut. Nach 1945 wurde das Gebäude nicht mehr genutzt und verfiel.
1969 wurde die Kirche der Stadt Prag übergeben. Diese hielt sie seitdem instand und öffnete sie zeitweise zur Besichtigung. 2008 ging das Kirchengebäude an die Orthodoxe Kirche der Tschechischen Länder und der Slowakei über. Diese übergab sie der rumänisch-orthodoxen Gemeinde in Prag zur Nutzung.  Seitdem fanden dort regelmäßige Gottesdienste statt. 2020 wurden diese wegen der Pandemiebeschränkungen eingestellt.
Im Oktober 2020 brannte die Kirche fast vollständig aus. Grund waren wahrscheinlich Unachtsamkeiten von Passanten. Erhalten blieben lediglich die Holzbalkenwände, Teile der Türme und der Altar mit Meßgegenständen.
Die Stadt kündigte den beabsichtigten Wiederaufbau dieses Kulturdenkmals an.

## Architektur
Das Gebäude ist eine typische Holzkirche aus der ukrainischen Karpatenregion. Sie enthält Elemente der Bojken-Architektur aus dem Ursprungsbau des 17. Jahrhunderts, sowie der Lemken-Architektur vom Umbau 1793.
Die Kirche ist überwiegend aus Eichenholzbalken gebaut. Sie hat drei Teile, über dem westlichen Vorbau (babinec) steht ein Rest des einst über 17 Meter hohen mächtigen Glockenturmes. Daneben befanden sich zwei weitere Türme, von denen Teile des östlichen erhalten sind. Alle drei waren in den Farben weiß, rot und grün bemalt.
Im Inneren ist der Altar erhalten.